# حادثه خلیج تونکین
حادثه خلیج تونکین (ویتنامی: Sự kiện Vịnh Bắc Bộ) یک رویارویی بین‌المللی بود که نقش تعیین‌کننده‌ای در دخالت گسترده ایالات متحده در جنگ ویتنام ایفا کرد. در تاریخ ۲ آگوست ۱۹۶۴، نیروهای ایالات متحده عملیاتی مخفیانه نزدیک آب‌های سرزمینی ویتنام شمالی انجام دادند که منجر به واکنش نیروهای ویتنام شمالی شد. به‌دنبال این رویداد، دولت ایالات متحده به‌اشتباه ادعا کرد که در تاریخ ۴ آگوست نیز حادثه‌ای مشابه بین کشتی‌های دو کشور در خلیج تونکین رخ داده است. این ادعاها ابتدا ویتنام شمالی را مسئول قلمداد کردند، اما تحقیقات بعدی نشان داد که حمله دوم هرگز اتفاق نیفتاده است. آژانس امنیت ملی ایالات متحده به‌طور عمدی اطلاعات را به شکلی تحریف کرد تا وقوع حمله‌ای خیالی را واقعی جلوه دهد.
در تاریخ ۲ آگوست، هنگامی که ناوشکن یواس‌اس مدوکس در حال انجام گشت شنود الکترونیک به‌عنوان بخشی از عملیات DESOTO بود، سه قایق اژدرافکن نیروی دریایی ویتنام شمالی از اسکادران ۱۳۵ به آن نزدیک شدند. مدوکس اقدام به شلیک اخطار کرد و قایق‌های ویتنام شمالی با شلیک اژدر و گلوله‌های مسلسل پاسخ دادند. در این درگیری، یک هواپیمای ایالات متحده، که از ناو هواپیمابر یواس‌اس تیکوندروگا به پرواز درآمده بود، آسیب دید. سه قایق اژدرافکن ویتنام شمالی نیز آسیب دیدند؛ چهار نفر از سربازان ویتنام شمالی کشته و شش نفر دیگر مجروح شدند. در این میان، هیچ تلفاتی برای ایالات متحده ثبت نشد. ناوشکن مدوکس نیز «هیچ آسیب‌دیدگی خاصی به‌جز سوراخ یک گلوله از یک مسلسل ویتنام [شمالی]» نداشت.
در تاریخ ۳ آگوست، ناوشکن یواس‌اس تارنر جوی به مدوکس پیوست و این دو ناوشکن مأموریت DESOTO را ادامه دادند. عصر روز ۴ آگوست، این کشتی‌ها به سمت بازتاب‌های راداری، که همراه با رهگیری ارتباطات بود، اقدام به شلیک کردند. نیروهای ایالات متحده ادعا کردند که این فعالیت‌ها نشان‌دهنده یک حمله قریب‌الوقوع است. فرمانده گروه عملیاتی مدوکس، ناخدا جان هریک، گزارش داد که کشتی‌ها هدف حمله قایق‌های ویتنام شمالی قرار گرفته‌اند، در حالی که هیچ قایق ویتنام شمالی در آن منطقه حضور نداشت. باوجوداینکه جان هریک به‌زودی در مورد برداشت اولیه نیروها از حمله ابراز تردید کرد، دولت لیندون بی. جانسون بر پایه تفسیر نادرست رهگیری ارتباطات توسط آژانس امنیت ملی، نتیجه گرفت که حمله واقعاً اتفاق افتاده است.
از زمان وقوع حمله دوم ادعایی در سال ۱۹۶۴، شک و تردیدهایی دربارهٔ صحت آن مطرح شده بود، اما سال‌ها بعد به‌طور قطعی اثبات شد که این حادثه هرگز رخ نداده است. در مستند مه جنگ محصول سال ۲۰۰۳، رابرت مک‌نامارا، وزیر دفاع پیشین ایالات متحده، اذعان کرد که هیچ حمله‌ای در تاریخ ۴ آگوست رخ نداده است. در سال ۱۹۹۵، مک‌نامارا با ژنرال سابق وو نوین جیاپ از ارتش ویتنام شمالی ملاقات کرد و دربارهٔ اتفاقات ۴ اوت ۱۹۶۴ سؤال کرد. جیاپ پاسخ داد: «مطلقاً هیچ اتفاقی نیفتاد.» جیاپ تأیید کرد که حمله ساختگی بوده است. در سال ۲۰۰۵، یک مطالعه تاریخی داخلی از سوی آژانس امنیت ملی ایالات متحده از حالت محرمانه خارج شد. این مطالعه نتیجه‌گیری کرد که ناوشکن مدوکس در تاریخ ۲ آگوست با نیروی دریایی ویتنام شمالی درگیر شده بود، اما حادثه ۴ آگوست بر پایه اطلاعات دریایی اشتباه و سوءتفسیر ارتباطات ویتنام شمالی شکل گرفته بود. ادعای رسمی دولت ایالات متحده این بود که این حادثه عمدتاً مبتنی بر تفسیر نادرست رهگیری ارتباطات بوده است.
نتیجه این حادثه، تصویب قطعنامه خلیج تونکین توسط کنگره ایالات متحده بود. این قطعنامه به رئیس‌جمهور وقت آمریکا، لیندون بی. جانسون، اجازه داد تا به هر کشور جنوب شرق آسیا که دولت آن در معرض خطر تهاجم کمونیستی بود، کمک کند. همچنین، این قطعنامه به‌عنوان توجیه قانونی جانسون برای اعزام نیروهای متعارف ایالات متحده به ویتنام جنوبی و آغاز جنگ آشکار علیه شمال ویتنام مورد استفاده قرار گرفت.